# (3240) Лаокоон
(3240) Лаокоон (лат. Laocoon, др.-греч. Λᾱοκόων) — троянский астероид Юпитера, двигающийся в точке Лагранжа L5, в 60° позади планеты. Астероид был открыт 7 ноября 1978 года американскими астрономами Элеанор Хелин и Шелте Басом в Паломарской обсерватории и назван в честь Лаокоонта, жреца бога Аполлона в Трое.

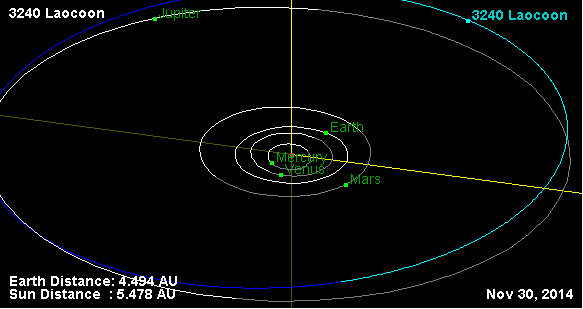
Орбита астероида Лаокоон и его положение в Солнечной системе

Фотометрические наблюдения, проведённые в 1996 году, позволили получить кривые блеска этого тела, из которых следовало, что период вращения астероида вокруг своей оси равняется 11,312 ± 0,024 часам, с изменением блеска по мере вращения 0,55 ± 0,02 m.